# Astyanax ojiara
Astyanax ojiara är en fiskart som beskrevs av Maria De Las Mercedes Azpelicueta och Mauricio Garcia 2000. Astyanax ojiara ingår i släktet Astyanax och familjen Characidae. Inga underarter finns listade.